# Павлович, Милойе
Милойе Павлович (серб. 'Милоје Павловић; 28 ноября 1887, Горне-Ярушице — 21 октября 1941) — югославский преподаватель, директор Женской школы преподавателей в Крагуеваце, партизан Народно-освободительной войны, Народный герой Югославии.

## Биография
Родился 28 ноября 1887 в селе Горне-Ярушице близ Рачи-Крагуевачки. Окончил начальную школу в родном селе, среднюю в Крагуеваце. Учился в Белградском университете, имел два высших образования: философское (1912 год) и юридическое (1925). Служил в сербской и югославской королевских армиях, участвовал в Балканских и Первой мировой войнах. За храбрость в боях был награждён Орденом Белого орла и Золотой медалью за храбрость, дослужился до звания полковника кавалерии.
Милойе Павлович был известным социальным работником, в течение долгого времени занимал должность старейшины Соколской жупании Крагуеваца, председателя Народного университета Крагуеваца, Французского клуба и других организаций. За время диктатуры шестоянварьцев Петра Живковича 1929 года Народный университет вынужден был приостановить работу, а Павлович уехал в Валево. Возглавлял комитет о строительстве памятника павшим жителям Шумадии, был членом группы офицеров запаса. Работал в журналах «Мисао» (серб. Мысль), «Венац» (серб. Корона), «Гласник професорског друштва» (серб. Журнал ассоциации профессоров), «Војни весник» (серб. Военный вестник), «Учитељска искра» (серб. Преподавательская искра), «Књижевни север» (серб. Литературный север), издавал газету «Полет».
Павлович был довольно образованным человеком, владел четырьмя языками. Помимо своего профессионализма, был сторонником демократии и одним из патриотов православной Сербии. Считался достойным, храбрым и скромным человеком, среди учеников пользовался авторитетом. Демократические идеи продвигал с 1930 года вплоть до начала войны, сумев воплотить их в жизнь в Преподавательской школе. Павлович был антифашистом и не одобрял сближения Югославии с Германией, вследствие чего участвовал активно в демонстрациях с 25 по 27 марта 1941 года.
20 октября 1941 его арестовали с 7 тысячами гражданских лиц (в том числе и школьников) из Крагуеваца и отправили в казармы, которые служили тюрьмой. Оккупанты предлагали Милойе перейти на сторону врага, но тот отказался предавать своих друзей и учеников, за что на следующий день был расстрелян. 27 ноября 1953 посмертно был награждён званием Народного героя Югославии.